# Длиннохвостый скальный варан
Длиннохвостый скальный вара́н, или варан Глауэрта (лат. Varanus glauerti) — вид ящериц из семейства варанов. Видовое латинское название дано в честь австралийского герпетолога Людвига Глауэрта (1879—1963).

## Описание

### Внешний вид
Максимальная длина тела с хвостом около 40 сантиметров. Окраска верхней стороны головы, тела и лап черноватая или тёмно-коричневая, на теле есть неясные поперечные ряды крупных более светлых пятен, на лапах — поперечные ряды мелких пятнышек. На хвосте чередуются светлые и тёмные поперечные полосы. В сечении он круглый, без гребня.

### Распространение и места обитания
Населяет северо-западную часть Северной территории и район Кимберли в западной Австралии.